# Красный райдинг
«Красный райдинг» (англ. Red Riding) — серия фильмов, поставленная по романам английского автора Дэвида Писа «Red Riding Quartet». Включает три полнометражных фильма:
- Красный райдинг: 1974 (англ. Red Riding: In the Year of Our Lord 1974)
- Красный райдинг: 1980 (англ. Red Riding: In the Year of Our Lord 1980)
- Красный райдинг: 1983 (англ. Red Riding: In the Year of Our Lord 1983)

В книгах ведётся повествование о серийных убийствах в Йоркшире, изображена всепроникающая коррупция полицейских, политиков. Во всех частях романа показано, как ряд героев находится в поисках истины и борется с этой коррупционной системой. Ведётся рассказ о реальных преступлениях, совершённых в те годы в Англии, но подлинники беллетризованы и драматизированы версии событий, а не приведены документальные факты.
Впервые транслировалась на телеканале Channel 4 c 5 по 19 марта 2009. Они выпущены студией Revolution Films.
В настоящее время на русском языке выпущен перевод НТВ-Плюс.

## 1974
Режиссёр Джулиан Джаррольд
В первом эпизоде сюжет фильма сосредотачивается на ряде нераскрытых убийств маленьких девочек. Молодой йоркширский репортёр Эдди Данфорд ведёт собственное расследование. Вскоре во владениях местного бизнесмена Джона Доусона находят изувеченное тело одной из жертв, вследствие чего подозрения падают на предпринимателя. Пытаясь распутать дело, Данфорд навещает мать убитой девочки. Полученная информация наводит Эдди на мысль о сговоре между полицией, Доусоном и его же газетой…

## 1980
Режиссёр Джеймс Марш
Во втором эпизоде расследуются убийства Йоркширского потрошителя, а также показана полицейская коррупция.

## 1983
Режиссёр Ананд Такер
В заключительном эпизоде на поверхность выплывают нераспутанные дела предыдущих двух эпизодов. События разворачиваются после исчезновения четвёртой девочки.

## Награды и номинации
Сериал выиграл приз «TV Dagger» на Crime Thriller Awards 2009 года.